# Otto Jaekel
Otto Max Johannes Jaekel (Neusalz an der Oder, 21 februari 1863 - Peking, 6 maart 1929) was een Duitse geoloog en paleontoloog.

## Biografie
Otto Jaekel werd geboren in Neusalz an der Oder in het district Freystadt i. Niederschles als zoon van een koninklijke bouwinspecteur. Hij volgde de middelbare school in Glogau en de Ridderacademie (Liegnitz). Na zijn afstuderen aan de middelbare school schreef hij zich in aan de Schlesische Friedrich-Wilhelm-Universität. Op 21 april 1883 deed hij een aanvraag om opgenomen te worden in het Korps Lausitz Breslau, een studentenkorps. Opgenomen op 18 december 1883, werd hij op 22 april 1885 op eigen verzoek zonder band ontslagen, waarschijnlijk om studieredenen, om verder te studeren aan de Ludwig Maximilians-Universiteit in München. Op een proefschrift met als promotor Karl Alfred von Zittel promoveerde hij in 1886 tot Doctor der Philosophie. Hij ontving de Lausitzerband terug op 10 februari 1887. Van 1887-1889 was hij assistent van Ernst Wilhelm Benecke aan het Geologisch-Paläontologischen Institut van de Kaiser-Wilhelm-universiteit in Straatsburg. In 1890 habiliteerde hij aan de Friedrich Wilhelm-Universität in Berlijn. In 1891 werd hij conservator van het Geologisch-Palaeontologisch Museum van de Friedrich-Wilhelms-Universiteit, een onderdeel van het Museum für Naturkunde (Berlijn). Het Geologisch-Palaeontologisch Museum werd sinds 1899 beheerd door Wilhelm von Branca, met wie Jaekel niet kon opschieten. Jaekels aanstaande verhuizing naar de Universiteit van Wenen in 1903 ging niet door. Als opvolger van Wilhelm Deecke werd hij in 1906 professor aan de Koninklijke Universiteit van Greifswald. Met zijn benoeming werd het voormalige mineralogische instituut in Greifswald omgedoopt tot het geologisch-mineralogisch instituut. In 1908 opende Jaekel de Pommerse Geologische Staatscollectie, die later de Geologische Staatscollectie van Mecklenburg-Vorpommeren werd. Jaekel hield zich bezig met de geologische verkenning van de Pommerse kust, met opgravingen van gepantserde vissen bij Bad Wildungen en met zeer uitgebreide opgravingen van dinosauriërs (Plateosaurus) bij Halberstadt. Toen België tijdens de Eerste Wereldoorlog door Duitsland bezet was, maakte hij plannen om nog meer exemplaren van Iguanodon uit de mijn van Bernissart te bergen, welk project door de Duitse nederlaag echter geen doorgang zou vinden. Na zijn pensionering in Greifswald aanvaardde Jaekel in 1928 een docentschap aan de Sun Yat-sen University (Guangdong). Maar al in maart 1929, tijdens het bijwonen van een geologische conferentie in Peking, kreeg hij een longontsteking, waaraan hij op 66-jarige leeftijd in een Duits ziekenhuis aldaar bezweek.

## Betekenis
Het belangrijkste werkterrein van Jaekel waren de fossiele gewervelde dieren. Zevenentwintig van zijn publicaties gingen over de stekelhuidigen. Jaekelopterus, een geslacht van zeeschorpioenen, werd naar hem vernoemd. De Paleontologische Vereniging werd in 1912 op zijn initiatief opgericht, hij was de eerste voorzitter en werd in 1928 Otto Jaekel. Sommige tekeningen en schilderijen van Jaekel over natuur- en landschapsmotieven zijn bewaard gebleven in de collecties van de Universiteit van Greifswald. Hij was een kapitein in het Reserve-Infanterie-Regiment No. 210. De zoon Fritz Jaekel (1902-1981) was lid van het Hooggerechtshof en onderzoeksassistent bij het Reichsjustizministerium, en uiteindelijk advocaat in Hamburg-Blankenese.

## Onderscheidingen
Jaekel werd in 1899 verkozen tot lid van de Duitse Academie van Wetenschappen Leopoldina. Vanaf 1911 was hij corresponderend lid van de Russische Academie van Wetenschappen in Sint-Petersburg. Jaekel werd onderscheiden met de Russische Orde van Sint-Anna 4e klasse in 1904, de Orde van de Rode Adelaar 4e klasse in 1913 en de titel van geheimraad in 1916. Het Korps Guestfalia Greifswald kende hem op 22 juli 1922 de korpsstrik toe.

## Geschriften
- Ueber einen Ceratiten aus dem Schaumkalk von Rüdersdorf und über gewisse als Haftring gedeutete Eindrücke bei Cephalopoden. In: Neues Jahrbuch für Mineralogie, Geologie und Paläontologie, Jahrgang 1889, II. Band, Stuttgart 1889, 19–31, Tafel I.
- Die Selachier aus dem oberen Muschelkalk Lothringens. Abhandlungen zur Geologischen Specialkarte von Elsass-Lothringen, Band 3, Heft 4, Strassburg 1889, 273–332.
- Herr Otto Jaekel sprach über Hybodus AG.. Sitzungsberichte der Gesellschaft Naturforschender Freunde zu Berlin, Berlin 1898, S. 135–143.
- Stammesgeschichte der Pelmatozoen. Erster Band: Thecoidea und Cystoidea. Julius Springer, Berlin 1899.
- Ueber einen neuen Chitoniden, Trachypleura, n. g., aus dem Muschelkalk von Rüdersdorf. Zeitschrift der Deutschen Geologischen Gesellschaft, 52, C. Verhandlungen, Berlin 1900, 9–16.
- Ueber Placochelys n. g. und ihre Bedeutung für die Stammesgeschichte der Schildkröten. In: Neues Jahrbuch für Mineralogie, Geologie und Paläontologie, Jahrgang 1902, I. Band, Stuttgart 1902, 127–144, Tafel II.
- Ueber verschiedene Wege phylogenetischer Entwickelung. Gustav Fischer, Jena 1902.
- Über ein neues Reptil aus dem Buntsandstein der Eifel. Zeitschrift der Deutschen Geologischen Gesellschaft 56 (1904), S. 90–94.
- K. A. v. Zittel. Der Altmeister der Paläontologie. Gustav Fischer, Jena 1904
- Über den Schädelbau der Nothosauriden. Sitzungsberichte der Gesellschaft Naturforschender Freunde zu Berlin, Berlin 1905, S. 60–84.
- Placochelys placodonta aus der Obertrias des Bakony. Budapest 1907 (Archive)
- Über das System der Reptilien. Zoologischer Anzeiger 35 (1910), S. 324–341.
- Die Wirbeltiere: eine Übersicht über die fossilen und lebenden Formen. Berlin: G. Borntraeger, 1911.
- Die natürlichen Grundlagen staatlicher Organisation. Berlin Brüssel 1916.
- Die Morphogenie der ältesten Wirbeltiere. G. Borntraeger, Berlin 1929.